# Seznam dílů seriálu Baywatch Nights
Toto je seznam dílů seriálu Baywatch Nights. Americký dramatický seriál Baywatch Nights byl premiérově vysílán v letech 1995–1997 v syndikaci, celkem vzniklo 44 dílů rozdělených do dvou řad.

## Přehled řad
| Řada | Díly | Premiéra v USA | Premiéra v USA  | Premiéra v ČR  | Premiéra v ČR     |
| Řada | Díly | První díl      | Poslední díl    | První díl      | Poslední díl      |
| ---- | ---- | -------------- | --------------- | -------------- | ----------------- |
| 1    | 22   | 30. září 1995  | 18. května 1996 | 13. února 1997 | 12. července 1997 |
| 2    | 22   | 29. září 1996  | 17. května 1997 | 31. srpna 1998 | 16. června 2000   |

## Seznam dílů

### První řada (1995–1996)
| Č. v seriálu | Č. v řadě | Původní název              | Český název                     | Režie               | Scénář                                                       | Premiéra v USA     | Premiéra v ČR     |
| ------------ | --------- | -------------------------- | ------------------------------- | ------------------- | ------------------------------------------------------------ | ------------------ | ----------------- |
| 1            | 1         | Pursuit                    | Pronásledování                  | Gus Trikonis        | Kimmer Ringwald                                              | 30. září 1995      | 13. února 1997    |
| 2            | 2         | Bad Blades                 | Zločin na kolečkových bruslích  | Georg Fenady        | Gordon Dawson                                                | 7. října 1995      | 20. února 1997    |
| 3            | 3         | Silent Witness             | Tichý svědek                    | Richard Friedman    | Michael Berk                                                 | 14. října 1995     | 27. února 1997    |
| 4            | 4         | Deadly Vision              | Smrtící vidiny                  | Paul Lynch          | Kimmer Ringwald                                              | 21. října 1995     | 6. března 1997    |
| 5            | 5         | Just a Gigolo              | Gigolo                          | Marty Pasetta, Jr.  | námět: David Assael scénář: Len Janson                       | 28. října 1995     | 13. března 1997   |
| 6            | 6         | 976 Ways to Say I Love You | 976 způsobů, jak říct miluji tě | Charles Bail        | George Geiger                                                | 4. listopadu 1995  | 20. března 1997   |
| 7            | 7         | Pressure Cooker            | Pod tlakem                      | Gus Trikonis        | námět: George Geiger scénář: Len Janson a George Geiger      | 11. listopadu 1995 | 27. března 1997   |
| 8            | 8         | Balancing Act              | Bilancování                     | Gus Trikonis        | George Geiger                                                | 18. listopadu 1995 | 6. dubna 1997     |
| 9            | 9         | Blues Boy                  | Smutný chlapec                  | Reza Badiyi         | Kimmer Ringwald                                              | 25. listopadu 1995 | 13. dubna 1997    |
| 10           | 10        | Kind of a Drag             | Pod vlivem utkvělých představ   | Bernard L. Kowalski | námět: David Braff scénář: Len Janson                        | 2. prosince 1995   | 20. dubna 1997    |
| 11           | 11        | Takeover                   | Nová majitelka                  | Georg Fenady        | námět: Chad Hayes a Carey W. Hayes scénář: Robert McCullough | 3. února 1996      | 27. dubna 1997    |
| 12           | 12        | Thin Blood                 | Nedostatek temperamentu         | Georg Fenady        | Chad Hayes a Carey W. Hayes                                  | 10. února 1996     | 4. května 1997    |
| 13           | 13        | Payback                    | Splátka                         | Reza Badiyi         | Len Janson                                                   | 17. února 1996     | 11. května 1997   |
| 14           | 14        | Backup                     | Posila                          | Charles Bail        | Maurice Hurley                                               | 24. února 1996     | 18. května 1997   |
| 15           | 15        | Thief in the Night         | Noční zloděj                    | Charles Bail        | Len Janson                                                   | 2. března 1996     | 25. května 1997   |
| 16           | 16        | The Curator                | Správce                         | Georg Fenady        | Kimmer Ringwald                                              | 9. března 1996     | 31. května 1997   |
| 17           | 17        | Code of Silence            | Slib mlčení                     | Charles Bail        | Mark Rodgers                                                 | 16. března 1996    | 7. června 1997    |
| 18           | 18        | Vengeance                  | Odplata                         | Georg Fenady        | námět: Maurice Hurley scénář: Robert McCullough              | 20. dubna 1996     | 14. června 1997   |
| 19           | 19        | Epilogue                   | Epilog                          | Reza Badiyi         | Kimmer Ringwald                                              | 27. dubna 1996     | 21. června 1997   |
| 20           | 20        | Rendezvous                 | Rendez-vous                     | Georg Fenady        | Mark Rodgers                                                 | 4. května 1996     | 28. června 1997   |
| 21           | 21        | A Closer Look              | Pohled zblízka                  | Bernard L. Kowalski | Kimmer Ringwald                                              | 11. května 1996    | 5. července 1997  |
| 22           | 22        | Heat Rays                  | Smrt a hudba                    | Peter Roger Hunt    | E. Paul Edwards                                              | 18. května 1996    | 12. července 1997 |

### Druhá řada (1996–1997)
V Česku byla druhá řada seriálu uvedena s díly seřazenými dle produkčního pořadí.
| Č. v seriálu | Č. v řadě | Původní název             | Český název              | Režie               | Scénář                                                                      | Premiéra v USA     | Premiéra v ČR   |
| ------------ | --------- | ------------------------- | ------------------------ | ------------------- | --------------------------------------------------------------------------- | ------------------ | --------------- |
| 23           | 1         | Terror of the Deep        | Teror v hlubině          | Gregory J. Bonann   | námět: Maurice Hurley a Donald R. Boyle scénář: Carey W. Hayes a Chad Hayes | 29. září 1996      | 31. srpna 1998  |
| 24           | 2         | The Creature              | Mutant                   | David W. Hagar      | námět: Donald R. Boyle scénář: Greg Strangis a Robert McCullough            | 6. října 1996      | 1. září 1998    |
| 25           | 3         | The Rig                   | Plošina                  | Jon Cassar          | námět: Carey W. Hayes a Chad Hayes scénář: E. Paul Edwards                  | 13. října 1996     | 7. září 1998    |
| 26           | 4         | The Strike                | Mimozemšťan              | David W. Hagar      | Michael Sloan                                                               | 20. října 1996     | 8. září 1998    |
| 27           | 5         | Circle of Fear            | Kruh strachu             | Bruce Kessler       | námět: Maurice Hurley scénář: Donald R. Boyle                               | 27. října 1996     | 28. září 1998   |
| 28           | 6         | The Cabin                 | Chata                    | Reza Badiyi         | William Schwartz                                                            | 3. listopadu 1996  | 14. září 1998   |
| 29           | 7         | Curse of the Mirrored Box | Kouzlo zrcadlové skříňky | Jon Cassar          | námět: Donald R. Boyle scénář: Carey W. Hayes a Chad Hayes                  | 10. listopadu 1996 | 15. září 1998   |
| 30           | 8         | Last Breath               | Do posledního dechu      | Gregory J. Bonann   | Chad Hayes a Carey W. Hayes                                                 | 17. listopadu 1996 | 22. září 1998   |
| 31           | 9         | Night Whispers            | Noční šepoty             | Reza Badiyi         | námět: Carey W. Hayes a Chad Hayes scénář: Donald R. Boyle                  | 24. listopadu 1996 | 16. června 2000 |
| 32           | 10        | Space Spore               | Spory z vesmíru          | Richard Friedman    | Carey W. Hayes a Chad Hayes                                                 | 19. ledna 1997     | 29. září 1998   |
| 33           | 11        | Possessed                 | Bez vlastní vůle         | David W. Hagar      | Donald R. Boyle                                                             | 2. února 1997      | 6. října 1998   |
| 34           | 12        | Frozen Out of Time        | Zmrazen v čase           | Rick Jacobson       | Chad Hayes a Carey W. Hayes                                                 | 9. února 1997      | 12. října 1998  |
| 35           | 13        | Nights to Dragon One      | Vražedná hra             | Richard Friedman    | Donald R. Boyle                                                             | 16. února 1997     | 13. října 1998  |
| 36           | 14        | Ascension                 | Nanebevstoupení          | Jon Cassar          | Greg Strangis a Robert McCullough                                           | 23. února 1997     | 19. října 1998  |
| 37           | 15        | The Mobius                | Časová smyčka            | David Livingston    | E. Paul Edwards                                                             | 2. března 1997     | 5. října 1998   |
| 38           | 16        | Zargtha                   | Zarghta                  | Rick Jacobson       | Maurice Hurley                                                              | 5. dubna 1997      | 20. října 1998  |
| 39           | 17        | The Servant               | Sluha                    | Georg Fenady        | Gerry Conway                                                                | 12. dubna 1997     | 26. října 1998  |
| 40           | 18        | Symbol of Death           | Znamení smrti            | Richard Friedman    | Robert McCullough a Greg Strangis                                           | 19. dubna 1997     | 27. října 1998  |
| 41           | 19        | The Eighth Seal           | Osmá pečeť               | Jon Cassar          | Donald R. Boyle                                                             | 26. dubna 1997     | 19. května 2000 |
| 42           | 20        | Hot Winds                 | Horký vítr               | Parker Stevenson    | Chad Hayes a Carey W. Hayes                                                 | 3. května 1997     | 26. května 2000 |
| 43           | 21        | The Vortex                | Vír                      | L. Lewis Stout      | Donald R. Boyle                                                             | 10. května 1997    | 2. června 2000  |
| 44           | 22        | A Thousand Words          | Tisíc slov               | Tracy Lynch Britton | námět: Maurice Hurley scénář: Maurice Hurley a Donald R. Boyle              | 17. května 1997    | 9. června 2000  |